# دراسة الألفية ( الولايات المتحدة)
دراسة الألفية هي دراسة جماعية طولية مستمرة يقع مقرها الرئيسي في مركز أبحاث الصحة البحرية في سان دييغو، كاليفورنيا ومصممة لتقييم أي آثار صحية طويلة الأجل للخدمة العسكرية، بما في ذلك عمليات النشر. إنه أكبر مشروع صحي محتمل قائم على السكان في التاريخ العسكري للولايات المتحدة،  يجمع حاليًا بيانات عن أكثر من 200000 مشارك مسجل. يشمل المحققون الذين يجرون دراسة الألفية علماء يرتدون الزي الرسمي وغير يرتدون الزي الرسمي من الجيش و  البحرية و القوات الجوية و  إدارة شؤون المحاربين القدامى  والمؤسسات الأكاديمية.

## الأصل
بعد حرب الخليج عام 1991، أقرت وزارة الدفاع الأمريكية بالحاجة إلى جمع معلومات عن التعرض المحتمل والمعلومات الصحية التي قد تكون مرتبطة بصحة أفراد الخدمة على المدى الطويل. تم تصميم دراسة الألفية لتلبية هذه الحاجة. وأجريت دراسات رائدة في عام 2000؛ وبحلول منتصف عام 2001، بدأت أول فترة للتسجيل في دراسة الألفية، حيث جمعت بيانات أساسية من أكثر من 77 000 شخصًا.

## نظرة عامة
تم تمويل الدراسة الوبائية الأكثر صرامة من الناحية المنهجية حول الأفراد العسكريين الأمريكيين المنتشرين في العراق وأفغانستان  من قبل وزارة الدفاع الأمريكية  وبدعم من الجيش ووزارة شؤون المحاربين القدامى الأمريكية والباحثين المدنيين. أكثر من 200000 فرد عسكري هم أعضاء في المجموعة. بدأت دراسة مجموعة الألفية بعينة عشوائية من أفراد الجيش الأمريكي بما في ذلك أفراد الخدمة الفعلية والاحتياطي والحرس الوطني من جميع الخدمات. يتم إرسال الاستطلاعات إلى هذه العينة التمثيلية من الأفراد العسكريين الأمريكيين كل ثلاث سنوات حتى عام 2022، من خلال البريد الإلكتروني وخدمة البريد الأمريكية، تطلب منهم إرسال بياناتهم عبر الإنترنت أو عبر خدمة البريد. ترك ما يقرب من 42٪ من المشاركين في مجموعة الألفية الخدمة العسكرية وستواصل الدراسة متابعة جميع المشاركين من خلال عملهم الفعلي والاحتياطي والحرس الوطني والمساعي المدنية.

## بحث
تجري تحليلات البيانات المستقبلية لتقييم النتائج الصحية بما في ذلك الانتحار، اضطراب ما بعد الصدمة،  اكتئاب،  ارتفاع ضغط الدم، أعراض الجهاز التنفسي والمرض،  استجابات مناعية، الأمراض المزمنة متعددة الأعراض، وأمراض القلب والسرطان، والسلوكيات الصحية القابلة للتعديل مثل التدخين، تعاطي الكحول،  النوم،  والنشاط البدني الذي قد يكون مرتبطًا بالنشر لدعم الحروب الحالية. حاليًا، تم نشر أكثر من 60٪ من المشاركين في مجموعة الألفية لدعم الحربين في العراق وأفغانستان.

## التوسع
في عام 2011، تم توسيع دراسة الألفية لتشمل 10000 من أزواج أعضاء مجموعة الألفية. يتمثل الهدف الفرعي لدراسة أسرة الألفية  في اكتساب فهم أكثر اكتمالاً للتجربة العسكرية وتأثيرها الناتج على صحة ورفاهية أفراد الخدمة وأسرهم.
في عام 2020، تم إرسال دعوات إلى 500000 عضو خدمة إضافي،  بما في ذلك أفراد الخدمة الفعلية والاحتياطي والحرس الوطني. سيتلقى المشاركون المدعوون بريدًا إلكترونيًا إلى عنوان البريد الإلكتروني المسجل لدى وزارة الدفاع (DoD). سيُطلب من الأعضاء الجدد إكمال استطلاع سري عبر الإنترنت يطلبون فيه مدخلات حول تجاربهم الفردية في الجيش. كما سيُطلب منهم المشاركة في استطلاعات المتابعة من خلال خدمتهم العسكرية وما بعدها.